# Tokio Marine Holdings
Tokio Marine Holdings (jap. 東京海上ホールディングス株式会社, Tōkyō Kaijō Hōrudingusu Kabushiki-gaisha) ist ein multinationales Versicherungsunternehmen mit Hauptsitz in Tokio, Japan. Das Unternehmen ist im Aktienindex Nikkei 225 gelistet.
Tokio Marine Holdings besitzt verschiedene japanische Tochterunternehmen in der Versicherungsbranche.
In den Forbes Global 2000 der weltweit größten Unternehmen belegt Tokio Marine Holdings Platz 190 (Stand: Geschäftsjahr 2017). Das Unternehmen kam Mitte 2018 auf einen Börsenwert von ca. 36 Mrd. US$.
Am 1. Juli 2008 wechselte der Unternehmensname von Millea Holdings zu Tokio Marine Holdings.
Tokio Marine ist Teil des Keiretsu Mitsubishi.

## Tochterunternehmen (Stand: 2016)
- Delphi Financial Group
- E.design Insurance
- HCC Insurance Holdings
- Nisshin Fire & Marine
- Philadelphia Consolidated Holding
- Tokio Marine Asia
- Tokio Marine Asset Management
- Tokio Marine Kiln Group
- Tokio Marine Millea SAST
- Tokio Marine & Nichido Anshin Consulting
- Tokio Marine & Nichido Career Service
- Tokio Marine & Nichido Facilities
- Tokio Marine & Nichido Fire Insurance
- Tokio Marine & Nichido Life Insurance
- Tokio Marine & Nichido Medical Service
- Tokio Marine & Nichido Risk Consulting
- Tokio Marine Assistance
- Tokio Marine Business Support
- Tokio Marine Nichido Samuel
- Tokio Marine North America
- Tokio Marine Property Investment Management
- Tokio Marine Seguradora
- Tokio Marine West SAST
- Tokio Millenium Re

## Aktionärsstruktur
| Aktionär                                             | Anzahl Aktien | Anteil in % |
| ---------------------------------------------------- | ------------- | ----------- |
| The Master Trust Bank of Japan, Ltd. (Trust Account) | 329,309       | 17.1        |
| Custody Bank of Japan, Ltd. (Trust Account)          | 150,011       | 7.8         |
| State Street Bank and Trust Company                  | 51,529        | 2.7         |
| State Street Bank West Client                        | 38,770        | 2.0         |
| JPMorgan Securities Japan                            | 37,699        | 2.0         |
| Meiji Yasuda Life Insurance Company                  | 37,304        | 1.9         |
| Tokai Nichido Employee Stock Ownership Plan          | 28,676        | 1.5         |
| Moxley and Co. LLC.                                  | 28,183        | 1.5         |
| JPMorgan Chase Bank                                  | 27,102        | 1.4         |
| MUFG Bank, Ltd                                       | 23,546        | 1.2         |